# 7 Monocerotis
7 Monocerotis är en blåvit stjärna i huvudserien i Enhörningens stjärnbild.
Stjärnan har visuell magnitud +5,25 och är synlig för blotta ögat vid normal seeing. 7 Monocerotis befinner sig på ett avstånd av ungefär 870 ljusår.